# 변행심소
변행심소(遍行心所, 산스크리트어: sarvatraga-caitasa)는 줄여서 변행(遍行)이라고도 한다.
유식유가행파와 법상종의 5위 100법의 법체계에서, 심소법(心所法: 51가지) 그룹[位]의 6가지 세부 그룹 가운데 하나이다.
심소법의 6가지 종류는 변행심소(遍行心所: 5가지) · 별경심소(別境心所: 5가지) · 선심소(善心所: 11가지) · 번뇌심소(煩惱心所: 6가지) · 수번뇌심소(隨煩惱心所: 20가지) · 부정심소(不定心所: 4가지)이다.
변행(遍行)이라는 낱말은 '두루 작용한다'는 뜻이다.
따라서, 변행심소는 마음(8식, 즉 심왕, 즉 심법)이 일어날 때면 '언제나 함께 일어나는[遍行]' 마음작용(심소법)을 말한다.
유식유가행파와 법상종에 따르면, 다음의 5가지 마음작용이 변행심소를 구성한다.
이들 5가지 마음작용을 통칭하여 5변행(五遍行)이라고도 한다.
1. 작의(作意): 경각(警覺), 대상으로 이끔[引心], 대상으로 나아감[趣境][11][12][13]
산스크리트어: manasikāra, 팔리어: manasikāra, 영어: attention
2. 촉(觸): 근 · 경 · 식의 화합[三和, 三事和合], 대상을 만남[觸境], 수(受) · 상(想) · 사(思) 등의 의지처가 됨[14][15][16]
산스크리트어: sparśa, 팔리어: phassa, 영어: contact
3. 수(受): 지각[領納], 고 · 낙 · 불고불락을 느낌, 애착[愛]을 일으킴[17][18][19]
산스크리트어: vedanā, 팔리어: vedanā, 영어: feeling, sensation, perception
4. 상(想): 표상[取像], 개념화[施設名言], 명칭을 붙이는 작용[施設名言][20][21][22]
산스크리트어: saṃjñā, 팔리어: sañña, 영어: conception
5. 사(思): 의지, 마음을 지음[造作], 선 · 악 · 무기의 의업(意業, 心作業)을 일으킴[23][24][25]
산스크리트어: cetanā, 팔리어: cetanā, 영어: volition

세친이 저술한 《대승백법명문론》에서는 변행심소를 작의(作意: 대상으로 이끔) · 촉(觸: 대상을 만남) · 수(受: 지각) · 상(想: 표상) · 사(思: 의지)의 순으로 나열하고 있다.
반면, 무착이 저술한 《현양성교론》과 호법 등이 저술한 《성유식론》에서는 촉(觸: 대상을 만남) · 작의(作意: 대상을 향함) · 수(受: 지각) · 상(想: 표상) · 사(思: 의지)의 순으로 나열하고 있다.

## 변행의 의미
'변행(遍行)'의 문자 그대로의 뜻은 '두루 행한다' 또는 '두루 작용한다'의 뜻이다.
이는, 마음(8식, 즉 심왕, 즉 심법)이 일어날 때는 '언제나 함께 일어난다'는 것을 가리킨다.
'언제나 함께 일어난다[遍行]'는 것은 보다 자세히는 일체의 성[一切性]에서, 일체의 지[一切地]에서, 일체의 시[一切時]에서 반드시 함께 일어난다[一切俱]는 것을 뜻한다.
이 때문에 변행심소는 '4가지 일체[四一切]'를 갖추고 있다고 말한다.
- 일체의 성[一切性]은 선 · 불선 · 무기의 3성(三性)을 말한다.
- 일체의 지[一切地]는 9지(九地) 또는 3지(三地)를 말한다. 이 둘은 모두 3계(三界)를 나름의 기준에 따라 나눈 것이다.
- 일체의 시[一切時]는 일체의 유심(有心)의 때를 말한다. 여기서 유심(有心)은 마음이 있음을 의미한다. 무심의 반대다. 이는 과거 · 현재 · 미래의 3세(三世)를 말한다. 또 이는 마음(8식, 즉 심왕, 즉 심법)이 모든 대상을 반연할 때를 말한다.
- 일체구[一切俱]는 '반드시 함께 일어난다'을 뜻한다. 이는 특정 그룹에 속한 마음작용들 모두가 동시에 함께 일어남을 말한다.  즉, 작의(作意: 경각, 대상으로 이끔) · 촉(觸: 대상을 만남) · 수(受: 지각) · 상(想: 표상) · 사(思: 의지)의 5가지 마음작용은 하나의 그룹을 이룬다. 그런데  이 그룹이 일체구(一切俱)의 뜻을 충족한다. 이는 이들 모두가 동시(同時)에 즉 같은 찰나(刹那)에 함께 일어난다는 것을 말한다. 즉, 이 그룹에 속한 이들 5가지 마음작용들이 각자가 따로 따로 일어나는 것이 아님을 의미한다. 또는 몇몇만 함께 일어나는 것이 아님을 의미한다.

따라서, 변행심소(遍行心所)는 어떤 마음(8식, 즉 심왕, 즉 심법)이 일어날 때면 그 마음(8식, 즉 심왕, 즉 심법)과 더불어 언제나 함께 발견되는 마음작용(심소법)이다. 선악 · 장소 · 시간 · 종류(식의 종류)를 불문한다.
달리 말하면, 일어나는 마음이 선한 마음이건 악한 마음이건 혹은 선하지도 악하지도 않은 마음이건 간에, 그 마음과 더불어 언제나 이들 5가지 마음작용이 발견됨을 뜻한다. 이는 그 마음이 3계9지의 그 어디에서 일어나건 간에, 마찬가지다. 즉 욕계의 저열한 상태로부터 무색계의 고급한 상태까지 어느 경우나 마찬가지다. 따라서, 이 5가지 마음작용은 마음(8식, 즉 심왕, 즉 심법)과는 떼려야 뗄 수 없는 마음작용이다. 사실상 마음(8식, 즉 심왕, 즉 심법)의 본질적 · 생래적 능력 또는 작용이라 할 수 있다. 즉, 유식유가행파에서는 이들 5가지를, 비록 잘못 사용될 수는 있으나 결코 상실되는 일은 없는, 마음(8식, 즉 심왕, 즉 심법)의 기본적인 능력 또는 작용이라고 본 것이다.
《성유식론》에 따르면, 이들을 변행심소로 규정하는 것은 성스러운 가르침[敎], 즉 고타마 붓다의 가르침과 이에 근거한 바른 논리[理]에 따른 것이라고 한다.

## 심소의 순서
세친이 저술한 《대승백법명문론》에서는 변행심소를 작의(作意: 경각, 대상으로 이끔) · 촉(觸: 대상을 만남) · 수(受: 지각) · 상(想: 표상) · 사(思: 의지)의 순으로 나열하고 있다.
반면, 무착이 저술한 《현양성교론》과 호법 등이 저술한 《성유식론》에서는 촉(觸: 대상을 만남) · 작의(作意: 대상으로 이끔) · 수(受: 지각) · 상(想: 표상) · 사(思: 의지)의 순으로 나열하고 있다.
즉, 수(受: 지각) · 상(想: 표상) · 사(思: 의지, 行에 해당)는 순서가 동일하다.
그러나  작의(作意: 대상으로 이끔)와 촉(觸: 대상을 만남)은 그 순서가 논사들에 따라 서로 다르다.
수(受: 지각) · 상(想: 표상) · 사(思: 의지)의 순서가 동일한 것은 이들 각각이 5온의 한 요소이기 때문이다. 그래서 5온이 나열되는 순서에 따른 것이다. 5온의 나열은 고타마 붓다의 가르침에서 항상 이러한 순서로 나타난다. 때문에 논사들에서도 차이가 없다. (참고: 5온#5온의 순서의 이유)
인도불교의 유식학의 역사는 크게 3기로 나뉜다.
제1기는 미륵과 무착의 유식학이다.
제2기는 세친의 유식학이다.
제3기는 호법과 안혜 등의 10대 논사의 유식학이다.
제1기 유식학의 무착은 촉(觸: 대상을 만남) · 작의(作意: 대상으로 이끔)의 순서로 변행심소를 나열하고 있다.
제2기 유식학의 세친은 무착과는 달리 작의(作意: 대상으로 이끔) · 촉(觸: 대상을 만남)의 순서로 나열하고 있다.
제3기 유식학의 호법과 안혜 등은 다시 제1기의 무착과 같이 촉(觸: 대상을 만남) · 작의(作意: 대상으로 이끔)의 순서로 나열하고 있다.
현대의 유식학 연구가들은 촉(觸: 대상을 만남)과 작의(作意: 대상으로 이끔)의 순서가 바뀐 것이  커다란 사상의 변화는 아닌 것으로 보고 있다.
즉, 5온의 5가지 요소 또는 작용이 뚜렷이 차이를 느낄 수 있을 정도의 간격으로 색(色) · 수(受) · 상(想) · 행(行) · 식(識)이라는 순서로 일어나는 것이 아니다. 한 찰나에 일어난 작용을 놓고 그 영역을 구분한 것이다. 촉(觸)과 작의(作意) 역시 그러하다. 때문에, 이 두 마음작용의 순서가 바뀐 것은 크게 유의할 사상적 차이가 아니라고 본다.

## 8식과의 상응 관계
8식(八識), 즉 아뢰야식, 말나식, 의식, 그리고 안식 · 이식 · 비식 · 설식 · 신식의 5식과 변행심소의 상응(相應) 관계는 다음과 같다.
- 아뢰야식은 변행심소의 모든 마음작용들과 상응한다.
  - 아뢰야식의 성질을 선 · 악 · 무기의 3성에 따라 분별하면 그 성질은 무부무기(無覆無記)이다.
  - 아뢰야식 자체에는 번뇌가 없다. 때문에 불성의 지혜를 부장(覆障: 가리고 막음)하는 성질이 없다. 여기서 무부(無覆)는 이런 내용을 뜻한다.
  - 아뢰야식은 선도 불선도 아닌 무기(無記)다. 때문에 선업과 악업을 보존할 자격을 갖추고 있다. 여기서 무기(無記)는 이런 내용을 뜻한다.
- 말나식은 변행심소의 모든 마음작용들과 상응한다.
  - 말나식의 성질을 선 · 악 · 무기의 3성에 따라 분별하면 그 성질은 유부무기(有覆無記)이다.
  - 말나식은 항상 소지장(所知障)의 번뇌를 야기한다. 불성의 지혜를 부장(覆障: 가리고 막음)하는 아집(我執)과 법집(法執)을 일으킨다. 여기서 유부(有覆)는 이런 내용을 뜻한다.
  - 말나식은 유부(有覆)의 뜻을 갖는다. 그러나 그 번뇌가 미세하여 악업을 일으킬 만큼 강하지는 않다. 여기서 무기(無記)는 이런 내용을 뜻한다.
- 의식은 변행심소의 모든 마음작용들과 상응한다.
  - 의식의 성질을 선 · 악 · 무기의 3성에 따라 분별하면 그 성질은 무기(無記)이다.
  - 의식은 선 · 악 · 무기 중 그 어느 것도 일으킬 수 있다. 여기서 무기(無記)는 이런 내용을 뜻한다.
- 5식은 변행심소의 모든 마음작용들과 상응한다.
  - 5식의 성질을 선 · 악 · 무기의 3성에 따라 분별하면 그 성질은 무기(無記)이다.
  - 5식은  선 · 악 · 무기 중 그 어느 것도 일으킬 수 있다. 여기서 무기(無記)는 이런 내용을 뜻한다.

## 참고 문헌
- 곽철환 (2003). 《시공 불교사전》. 시공사 / 네이버 지식백과. |title=에 외부 링크가 있음 (도움말)
- 운허.  동국역경원 편집, 편집. 《불교 사전》. |title=에 외부 링크가 있음 (도움말)
- 호법 등 지음, 현장 한역, 김묘주 번역 (K.614, T.1585). 《성유식론》. 한글대장경 검색시스템 - 전자불전연구소 / 동국역경원. K.614(17-510), T.1585(31-1). |title=에 외부 링크가 있음 (도움말)
- 황욱 (1999). 《무착[Asaṅga]의 유식학설 연구》. 동국대학원 불교학과 박사학위논문.
- (중국어) 星雲. 《佛光大辭典(불광대사전)》 3판. |title=에 외부 링크가 있음 (도움말)
- (중국어) 무착 조, 현장 한역 (T.1602). 《현양성교론(顯揚聖教論)》. 대정신수대장경. T31, No. 1602, CBETA. |title=에 외부 링크가 있음 (도움말)
- (중국어) 세친 조, 현장 한역 (T.1614). 《대승백법명문론(大乘百法明門論)》. 대정신수대장경. T31, No. 1614, CBETA. |title=에 외부 링크가 있음 (도움말)
- (중국어) 호법 등 지음, 현장 한역 (T.1585). 《성유식론(成唯識論)》. 대정신수대장경. T31, No. 1585, CBETA. |title=에 외부 링크가 있음 (도움말)